# Onthophagus parmatus
Onthophagus parmatus là một loài bọ cánh cứng trong họ Bọ hung (Scarabaeidae).